# Serie A1 2009-2010 (pallanuoto femminile)
La Serie A1 2009-2010 è stata la 26ª edizione della massima serie del campionato italiano femminile di pallanuoto disputato dal 1985, anno della sua prima edizione. La regular season è iniziata il 17 ottobre 2009 per poi terminare il 31 marzo 2010. I play-off sono iniziati l'8 maggio, dove le prime otto squadre della regular season si sono contese lo scudetto.
L'Orizzonte Catania, battendo la Fiorentina in finale, ha conquistato per la diciassettesima volta il titolo italiano, il secondo consecutivo.
Sono state sette le regioni rappresentate in questo torneo. La regione maggiormente rappresentata è stata la Liguria (quattro squadre), seguita dalla Sicilia (tre squadre), Lombardia, Toscana, Veneto, Emilia-Romagna e Lazio (una squadra).

## Regular season

### Classifica
|  |    | Classifica 2009-2010 | Pti | G  | V  | N | P  | GF | GS | DR |
|  | -- | -------------------- | --- | -- | -- | - | -- | -- | -- | -- |
|  | 1  | Fiorentina           | 63  | 22 | 21 | 0 | 1  | -  | -  | -  |
|  | 2  | Orizzonte CT         | 63  | 22 | 21 | 0 | 1  | -  | -  | -  |
|  | 3  | Plebiscito Padova    | 44  | 22 | 14 | 2 | 6  | -  | -  | -  |
|  | 4  | Ortigia              | 43  | 22 | 13 | 4 | 5  | -  | -  | -  |
|  | 5  | Imperia              | 41  | 22 | 11 | 2 | 7  | -  | -  | -  |
|  | 6  | Rapallo              | 34  | 22 | 11 | 1 | 10 | -  | -  | -  |
|  | 7  | Bologna              | 27  | 22 | 9  | 0 | 13 | -  | -  | -  |
|  | 8  | Athlon'90 Palermo    | 20  | 22 | 6  | 2 | 14 | -  | -  | -  |
|  | 9  | Nervi                | 17  | 22 | 5  | 2 | 15 | -  | -  | -  |
|  | 10 | Bogliasco            | 13  | 22 | 4  | 1 | 18 | -  | -  | -  |
|  | 11 | Roma                 | 10  | 22 | 3  | 1 | 19 | -  | -  | -  |
|  | 12 | Varese Olona         | 10  | 22 | 3  | 1 | 19 | -  | -  | -  |

## Play-off

### Tabellone
|  | Quarti di finale | Quarti di finale  | Quarti di finale |            |                   | Semifinali   | Semifinali | Semifinali |  |  | Finale | Finale       | Finale |
|  |                  |                   |                  |            |                   |              |            |            |  |  |        |              |        |
|  | 1                | Orizzonte CT      | 2                |            |                   |              |            |            |  |  |        |              |        |
|  | 8                | Athlon'90 Palermo | 0                |            |                   |              |            |            |  |  |        |              |        |
|  | 8                | Athlon'90 Palermo | 0                |            | 1                 | Orizzonte CT | 2          |            |  |  |        |              |        |
|  |                  |                   |                  |            | 1                 | Orizzonte CT | 2          |            |  |  |        |              |        |
|  |                  | 5                 | Imperia          | 0          |                   |              |            |            |  |  |        |              |        |
|  | 4                | 5                 | Imperia          | 0          | Ortigia           | 0            |            |            |  |  |        |              |        |
|  | 4                |                   |                  |            | Ortigia           | 0            |            |            |  |  |        |              |        |
|  | 5                | Imperia           | 2                |            |                   |              |            |            |  |  |        |              |        |
|  |                  |                   |                  |            |                   |              |            |            |  |  | 1      | Orizzonte CT | 3      |
|  |                  |                   | 2                | Fiorentina | 2                 |              |            |            |  |  |        |              |        |
|  | 2                | Fiorentina        | 2                |            |                   |              |            |            |  |  |        |              |        |
|  | 7                | Bologna           | 0                |            |                   |              |            |            |  |  |        |              |        |
|  | 7                | Bologna           | 0                |            | 2                 | Fiorentina   | 2          |            |  |  |        |              |        |
|  |                  |                   |                  |            | 2                 | Fiorentina   | 2          |            |  |  |        |              |        |
|  |                  | 6                 | Rapallo          | 0          |                   |              |            |            |  |  |        |              |        |
|  | 3                | 6                 | Rapallo          | 0          | Plebiscito Padova | 0            |            |            |  |  |        |              |        |
|  | 3                |                   |                  |            | Plebiscito Padova | 0            |            |            |  |  |        |              |        |
|  | 6                | Rapallo           | 2                |            |                   |              |            |            |  |  |        |              |        |

### Quarti di finale
|                   | Totale |                   |       | Data     |      | Data      |
| ----------------- | ------ | ----------------- | ----- | -------- | ---- | --------- |
| Plebiscito Padova | 0-2    | Rapallo           | 11-12 | 8 maggio | 6-11 | 15 maggio |
| Ortigia           | 0-2    | Imperia           | 5-6   | 8 maggio | 8-11 | 15 maggio |
| Orizzonte CT      | 2-0    | Athlon'90 Palermo | 15-5  | 8 maggio | 21-8 | 15 maggio |
| Fiorentina        | 2-0    | Bologna           | 24-0  | 8 maggio | 21-1 | 15 maggio |

### Semifinali
|              | Totale |         |      | Data      |      | Data      |
| ------------ | ------ | ------- | ---- | --------- | ---- | --------- |
| Orizzonte CT | 2-0    | Imperia | 10-6 | 22 maggio | 12-9 | 29 maggio |
| Fiorentina   | 2-0    | Rapallo | 16-6 | 22 maggio | 12-5 | 29 maggio |

### Finale
| Catania 6 giugno 2010 | Orizzonte CT | 9 – 12 | Fiorentina | Piscina di Nesima |

| Firenze 9 giugno 2010 | Fiorentina | 9 – 11 | Orizzonte CT | Piscina Bellariva |

| Catania 13 giugno 2010 | Orizzonte CT | 10 – 9 | Fiorentina | Piscina di Nesima |

| Firenze 17 giugno 2010 | Fiorentina | 7 – 5 | Orizzonte CT | Piscina Bellariva |

| Catania 20 giugno 2010, ore 19 : 00 | Orizzonte CT | 10 – 9 | Fiorentina | Piscina di Nesima |

## Verdetti
- Orizzonte Catania Campione d'Italia
- Roma e Varese Olona retrocesse in Serie A2